# Baleka Bamba Nzuji
Baleka Bamba Nzuji, née en 1943 à Léopoldville (renommée Kinshasa), est une écrivaine et poétesse congolaise. Connue pour sa contribution significative à la littérature africaine francophone, elle remporte le prix littéraire du concours Léopold Sédar Senghor à Kinshasa en 1969.

## Biographie

### Enfance et Formation
Baleka Bamba Nzuji nait en 1943 à Banzyville, alors une province du Zaïre (renommé République Démocratique du Congo),.  Initialement, son prénom est Marie Caroline, et elle devient Baleka Bamba après le décret sur l'africanisation des prénoms.  Elle grandit dans un contexte sociopolitique marqué par les bouleversements de l’indépendance et les inégalités de genre. À 13 ans, elle lit un poème de Lamartine qui l'influence fortement et éveille son amours des lettres. Elle fait ses études à l'université Lovanium à Kinshassa et en sort diplômée en philologie romaine.  

### Parcours littéraire
Elle entame des recherches sur les traditions orales au Zaïre, qu'elle représente à Nice en 1975 au premier congrès de l'Association internationale des femmes écrivaines. 
Nzuji s'illustre par une production littéraire qui reflète les réalités de la vie des femmes africaines et explore des thèmes tels que l'identité, la culture et les relations humaines. Son parcours est emblématique d'une génération d'écrivaines qui cherchent à revendiquer une voix au sein de la francophonie ainsi qu'à affirmer la place des femmes dans la littérature.
Elle remporte le prix littéraire du concours Léopold Sédar Senghor à Kinshasa en 1969 en reconnaissance de sa contribution significative à la littérature africaine francophone.

## Analyse de l'œuvre littéraire
Baleka Bamba Nzuji a un rôle déterminant dans le développement de la littérature d'expression française en République Démocratique du Congo. Dans les années 1970 et 1980, elle se fait remarquer par ses récits qui mettent en avant des perspectives féminines, abordant des sujets tels que la maternité, l’amour, et les luttes sociales. Son œuvre témoigne d'un désir d'éclairer les expériences des femmes africaines, en intégrant des éléments autobiographiques et culturels qui enrichissent son écriture. Elle est l'une des premières africaines à affirmer la nécessité de l'émancipation des femmes africaines : 
La vrai civilisation procède par la mise en valeur de cette part de l'autre sexe que chaque individu porte en lui. Il va de soi que la femme civilisée est celle qui acquiert sa libération et l'homme civilisé celui qui s'affine, celui dont la sensibilité, le tact, s'enrichit au détriment de la violence primitive

## Thèmes et style
Les écrits de Nzuji se caractérisent par une prose poétique, où le style narratif fusionne avec des réflexions profondes sur la condition féminine et l’identité congolaise. Elle utilise souvent des métaphores pour illustrer la complexité des relations humaines et des enjeux sociopolitiques auxquels sont confrontées les femmes. Son œuvre se situe à l'intersection de la tradition et de la modernité, cherchant à redéfinir ce que signifie être une femme dans la société congolaise contemporaine.
Baleka Bamba Nzuji écrit des contes baluba qui s'inspirent de la tradition orale africaine dans leur structure narrative. Elle décrit des univers un peu magiques, et y intègre des poèmes qui sont répétés souvent au cours de la narration. Dans L'Igname mystérieuse, elle décrit la situation sociale difficile de Nseya, qui est célibataire et stérile et est moquée par tout le village. Elle finit par trouver une igname qui parle, et qui cachée dans son lit, devient son époux. Elle accouche d'un fils. Dans ce conte, Nseya est une femme qui cherche activement son bonheur. Le conte est également une variante positive de la mythologie de la mère dévorante.

## Publications

### Romans
- (fr) Les avocats du diable, Paris, France, Harmattan, 2010.
- (fr) Les cœurs de femmes, Paris, France, Harmattan, 2010.
- (fr) La loi du silence, Paris, France, Harmattan, 2017.

### Recueils de poèmes
(fr) Loin des yeux, près du cœur, Paris, France, Les Éditions du Net, 2015.

### Autres
(fr) Que signifié au juste la libération féminine? (OCLC 772554075).